# Under the Table and Dreaming
Under the Table and Dreaming è l'album di debutto, con una major, della Dave Matthews Band, pubblicato il 27 settembre, 1994.
Il primo singolo estratto dal disco fu "What Would You Say", con la collaborazione di John Popper dei Blues Traveler all'armonica. Matthews dichiarò, durante la performance, che il solo di Popper fu eseguito in 5-10 minuti, mentre lui era andato al bagno. Altri due singolo furono estratti da questo album : "Ants Marching" e "Satellite".
Il titolo dell'album è ispirato da una battuta della canzone "Ants Marching":
"He remembers being small / playing under the table and dreaming."
L'album fu dedicato alla memoria di Anne, sorella maggiore di Dave, che fu uccisa dal marito nel 1994 in un caso di omicidio/suicidio.

## Tracklist
Tutte le canzoni sono scritte da David J. Matthews.
1. "The Best of What's Around" – 4:17
2. "What Would You Say" – 3:42
3. "Satellite" – 4:51
4. "Rhyme & Reason" – 5:15
5. "Typical Situation" – 5:59
6. "Dancing Nancies" – 6:05
7. "Ants Marching" – 4:31
8. "Lover Lay Down" – 5:37
9. "Jimi Thing" – 5:57
10. "Warehouse" – 7:06
11. "Pay for What You Get" – 4:32
12. "#34" – 5:00

"#34" è l'unica traccia strumentale dell'album.
In alcune edizioni ci sono 22 tracce vuote fra "Pay For What You Get" e "#34", di modo che per l'ultima appaia come numero di traccia il "34".
Altre edizioni hanno semplicemente la 12° traccia che inizia con un intro muta.

## Musicisti
- Dave Matthews — voce, chitarra acustica
- Carter Beauford — batteria, percussioni, voce
- Stefan Lessard — chitarra basso
- Leroi Moore — sassofono, voce, flauto
- Boyd Tinsley — violino acustico, voce

Altri musicisti
- Tim Reynolds — chitarra acustica
- John Popper — armonica su "What Would You Say"
- John Alagia — voce aggiuntiva su "Dancing Nancies" e "What Would You Say"
- Michael McDonald — voce aggiuntiva su "Dancing Nancies" e "What Would You Say"
- Andrew Page — voce aggiuntiva su "Dancing Nancies" e "What Would You Say"
- Jeff Thomas — voce aggiuntiva su "Dancing Nancies" e "What Would You Say"
- Steve Forman — percussioni aggiuntive su "Typical Situation"